# Logotyp (drukarstwo)
Logotyp – czcionka wieloliterowa lub matryca z oczkiem (nierastrowa), używana w tradycyjnym drukarstwie, zawierająca skrót wyrazu lub wyrażenia (np.: np., itp., itd., zł, sin, cos) stosowana w celu przyśpieszenia ręcznego składania.